# The Briars
The Briars est un centre de villégiature de l'Ontario situé dans la zone de Jackson's Point de Georgina, en Ontario. 

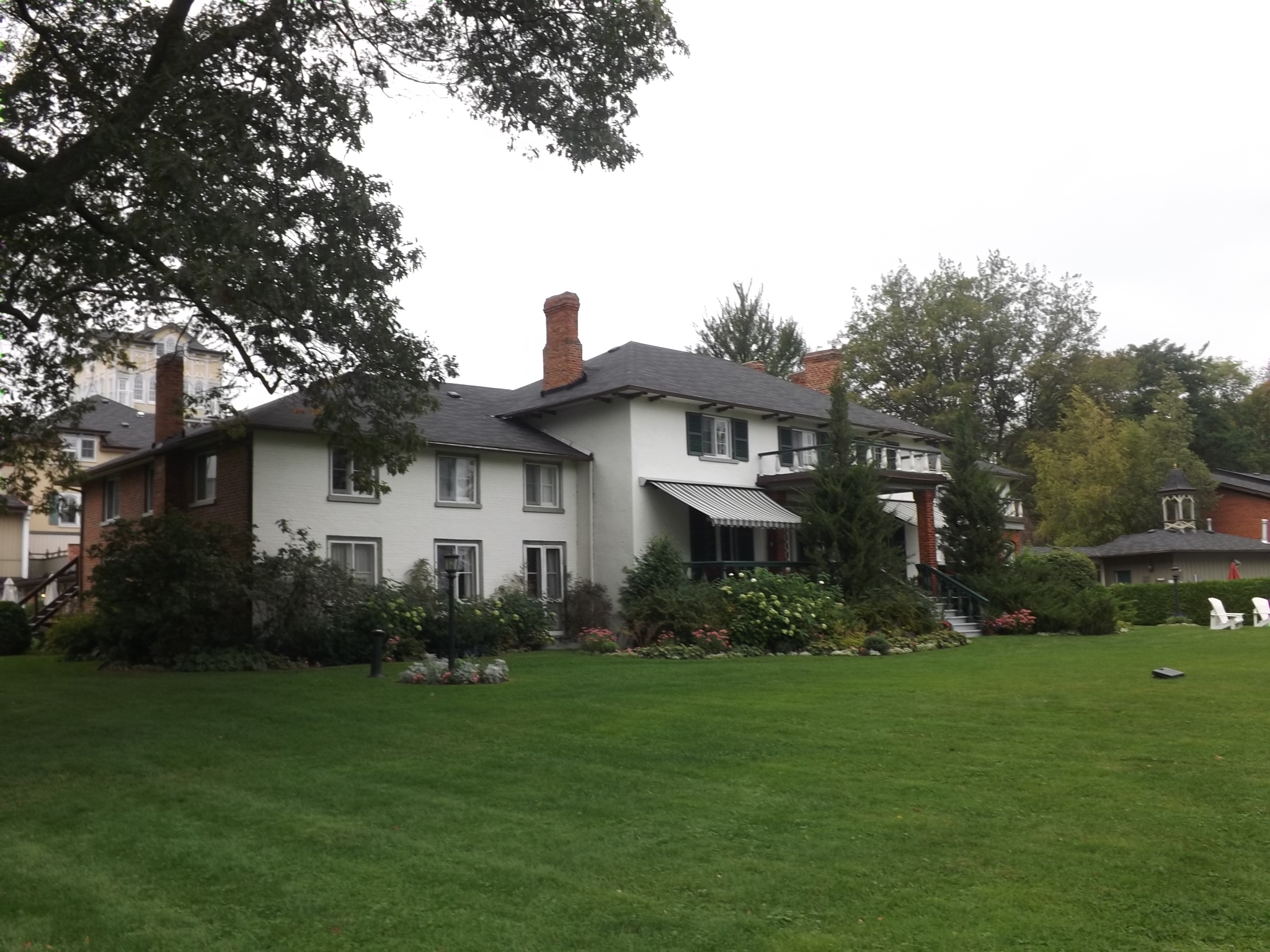
Vue du Manor House

Certaines parties du propriété sont protégés par une servitude de la Fiducie du patrimoine ontarien. Le Manor House (le Manoir) et la Peacock House (la Maison des paons) sont les sections protégées; cette servitude du patrimoine exclut la façade arrière (ouest) et le parc paysager à l'est de la Manor House,. 

## Histoire

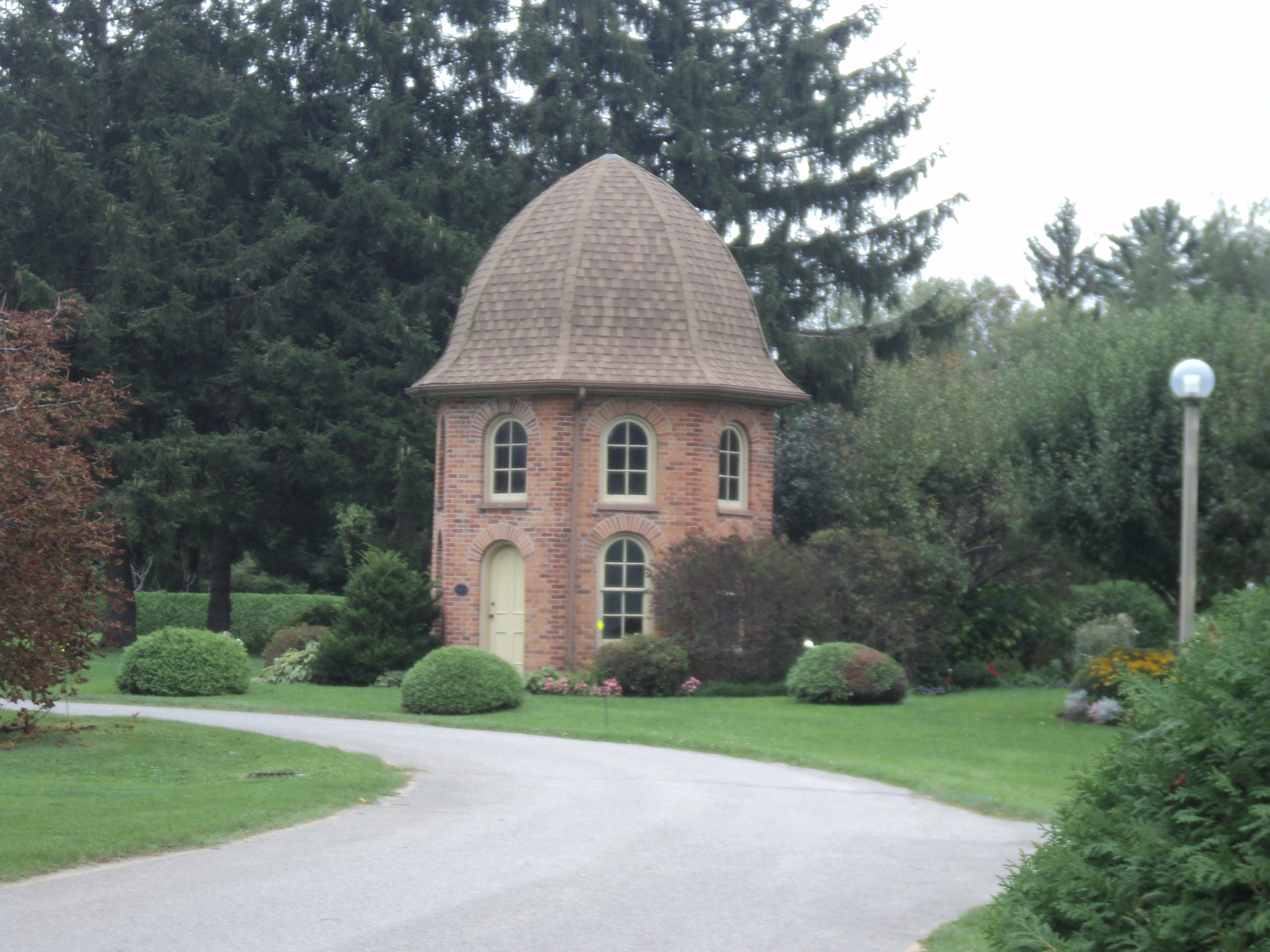
La Peacock House est un édifice octagonal.

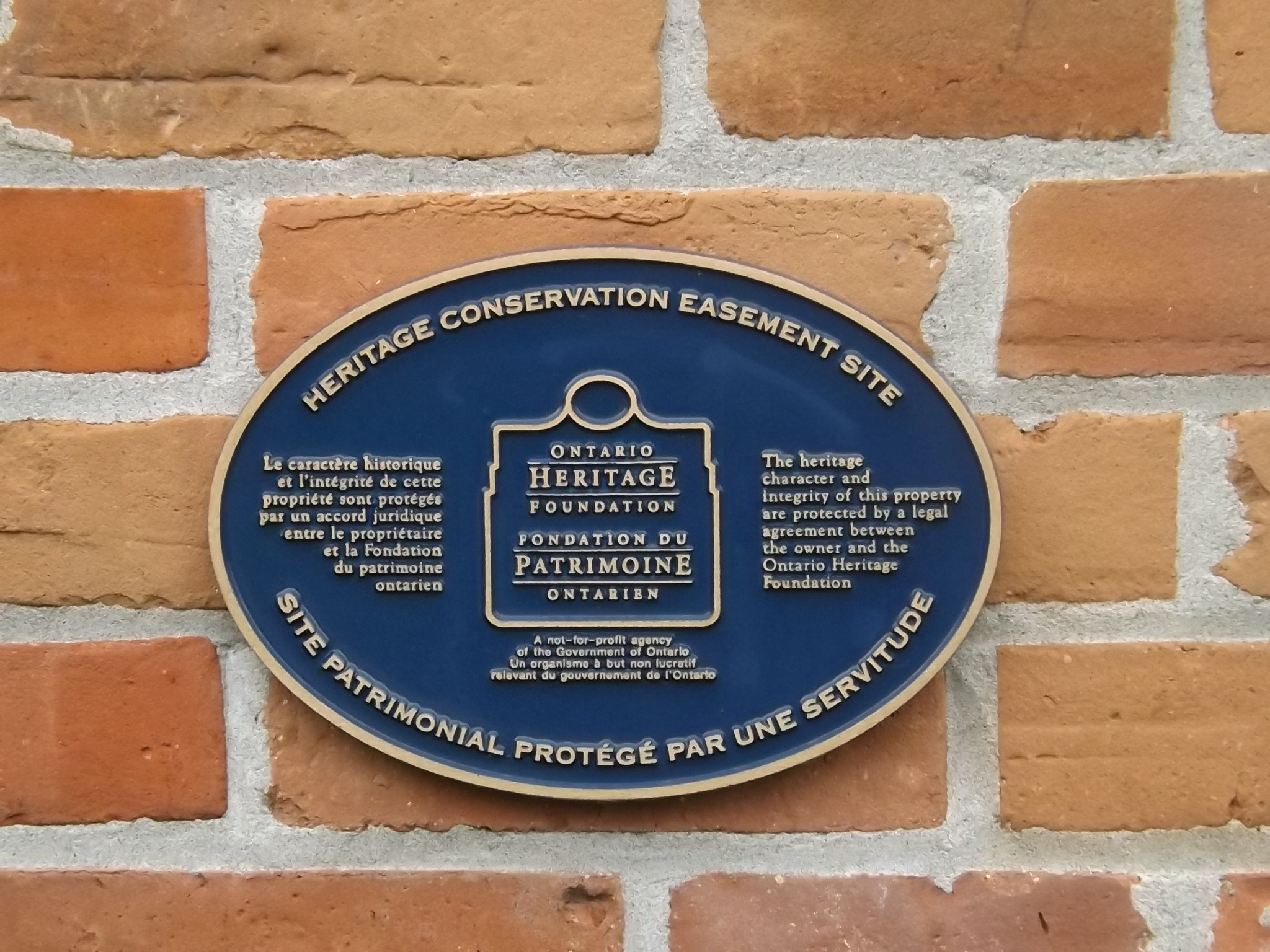
Plaque confirmant la nature historique du Peacock House.

Le manoir a été construit en 1840. La propriété a été nommée The Briars par le capitaine William Bourchier, RN en raison de son penchant pour le Pavillon des Briars
, Sainte-Hélène. La Maison des paons a été construite vers 1885 pour abriter la collection des paons du Dr Frank Sibbald (un propriétaire ultérieur).